# Mohammed Mortada
Mohammad Mortada (arabisch محمد مرتضى, DMG Muḥammad Murtaḍā; * 1972) ist ein libanesischer Jurist und Hochschullehrer. Seit September 2021 ist er Kulturminister in der Regierung Nadschib Miqati.
Mohammad Mortada war zwischen 2009 und 2018 Mitglied des Obersten Justizrats. Während dieser Zeit war er in mehreren Rechtsgebieten tätig, insbesondere im Sekretariat des Obersten Justizrats, der Mitgliedschaft im Sonderbegnadigungsausschuss, Mitgliedschaft in der Obersten Justizdisziplinarkammer, Mitgliedschaft im Ausschuss für die Einreise in das Institut für Rechtswissenschaften, Vertretung des Obersten Justizrats in parlamentarischen Ausschüssen und Koordination von das Programm der Vereinten Nationen zur Anwendung der gerichtlichen Mediation vor libanesischen Gerichten. Von 2008 bis 2019 war er zudem Professor an der al-Hikma University in Beirut – Fakultät für Wirtschaftswissenschaften.
Vor seiner Ernennung zum Kulturminister im Kabinett Miqati war er Präsident der Kammer erster Instanz in Mount Libanon-Baabda, Präsident des Strafgerichts von Mount Libanon, Untersuchungsrichter des Justizrats und Mitglied des Ausschusses für Gesetzesentwicklung und gute Anwendung. Mortada wurde von der Amal-Bewegung vorgeschlagen.
Im Oktober 2022 sorgte Mortada für einen Eklat, als die Jury des Prix Goncourt, darunter Eric-Emmanuel Schmitt, Pascal Bruckner, Pierre Assouline und Tahar Ben Jelloun, die Einladung zu einer Veranstaltung in Beirut ausschlug, mit dem Hinweis, sie seien im Libanon nicht willkommen, nachdem Mortada geäußert hatte, er werde "Zionisten nicht gestatten, zu uns zu kommen und das Gift des Zionismus im Libanon zu verbreiten ."